# Karl-Fritz Daiber
Karl-Fritz Daiber (* 6. August 1931 in Ebingen; † 25. Mai 2025) war ein deutscher Praktischer Theologe, Religionssoziologe und Hochschullehrer an der Philipps-Universität Marburg.

## Leben
Daiber studierte von 1951 bis 1955 Evangelische Theologie und Soziologie in Tübingen und Erlangen. Er war von 1958 bis 1971 Gemeindepfarrer in Creglingen/Tauber. In Erlangen absolvierte er von 1962 bis 1967 ein berufsbegleitendes Studium der Soziologie. 1967 wurde mit dem Thema Die Kultur als soziales System zum Dr. phil. promoviert und 1972 im Fach Praktische Theologie in Göttingen habilitiert.
Daiber war von 1971 bis 1996 Leiter der Pastoralsoziologischen Arbeitsstelle der Evangelisch-lutherischen Landeskirche Hannovers. Seit 1988 war er zugleich als Professor für Praktische Theologie und Religionssoziologie an der Universität Marburg tätig. Nach seiner Pensionierung war er Gastprofessor in Südkorea. Zwischen 1997 und 2018 unternahm er Forschungsreisen in Ostasien, in Indonesien und vor allem in der Volksrepublik China.
Von 2000 bis 2006 war Daiber Lehrbeauftragter für Religionssoziologie am Religionswissenschaftlichen Seminar der Universität Hannover.

## Arbeitsschwerpunkte
Daibers Forschungsschwerpunkte im Fach Praktische Theologie waren die Theorie der Praktischen Theologie, Homiletik, Diakoniewissenschaft und Probleme des Gemeindeaufbaus. Im Fach Religionssoziologie thematisierte er die religiöse Situation in Deutschland und in Ländern Ostasiens. Zuletzt beschäftigte er sich mit dem religiösen Konfuzianismus in der Volksrepublik China.

## Veröffentlichungen (Auswahl)
- Die Kultur als soziales System. (Inauguraldiss.) Erlangen, 1967.
- Volkskirche im Wandel: Organisationsplanung der Kirche als Aufgabe der prakt. Theologie; Methodik u. Ergebnisse d. Projektstudie Hohenlohe. Calwer Verlag, Stuttgart, 1973.
- Grundriss der praktischen Theologie als Handlungswissenschaft: Kritik u. Erneuerung d. Kirche als Aufgabe. Mainz: Matthias-Grünewald-Verlag, 1977.
- Hg. mit Thomas Luckmann: Religion in den Gegenwartsströmungen der deutschen Soziologie. Chr. Kaiser, München, 1983.
- Hg. mit Manfred Josuttis: Dogmatismus: Studien über den Umgang des Theologen mit Theologie. Chr. Kaiser, München, 1985.
- Diakonie und kirchliche Identität: Studien zur diakonischen Praxis in einer Volkskirche. Luth. Verlagshaus, Hannover, 1988.
- Hg.: Religion und Konfession: Studien zu politischen, ethischen und religiösen Einstellungen von Katholiken, Protestanten und Konfessionslosen in der Bundesrepublik Deutschland und in den Niederlanden. Luth. Verlagshaus, Hannover, 1989.
- mit Ingrid Lukatis: Bibelfrömmigkeit als Gestalt gelebter Religion. Luther-Verlag, Bielefeld, 1991.
- Predigt als religiöse Rede – Homiletische Überlegungen im Anschluß an eine empirische Untersuchung, Predigen und Hören 3, Chr. Kaiser, München 1991.
- Religion unter den Bedingungen der Moderne: die Situation in der Bundesrepublik Deutschland. Diagonal-Verlag, Marburg, 1995.
- mit Hartmut Kreß: Theologische Ethik – Pastoralsoziologie. Kohlhammer, Stuttgart, 1996.
- Religion in Kirche und Gesellschaft: theologische und soziologische Studien zur Präsenz von Religion in der gegenwärtigen Kultur. W. Kohlhammer, Stuttgart, 1997.
- Hg. mit Wiebke König: Religion und Politik in der Volksrepublik China, Ergon, Würzburg 2006.
- Religion in multikulturellen und multireligiösen Staaten Ostasiens: drei Studien. PL Academic Research,  Peter Lang, Frankfurt am Main, 2014.
- Konfuzianisches und anderes religiöses Leben in der südwestchinesischen Provinz Yunnan, LI, Berlin 2016.
- Protestantismus und konfuzianische Kultur – Aspekte ihrer Zuordnung in China und Südkorea, LIT, Berlin 2017
- Die Taiping-Revolution in China (1851–1864), BoD, Norderstedt 2018.

Über Karl-Fritz Daiber
- Kristian Fechtner u. a. (Hg.): Religion wahrnehmen: Festschrift für Karl-Fritz Daiber zum 65. Geburtstag. Diagonal-Verlag, Marburg, 1996.
- Günther Schendel: Eine veränderte Form des Eindringens von Wirklichkeit – Die Pastoralsoziologische Arbeitsstelle der Ev.-luth. Landeskirche Hannovers und ihre Etablierung (1971–1973), in: Jahrbuch  der Gesellschaft für niedersächsische Kirchengeschichte, 13. Band 2015, 373–386.
- Georg Lämmlin (Hg.): Zukunftsaussichten für die Kirchen: 50 Jahre Pastoralsoziologie in Hannover - Beiträge zum 90. Geburtstag von Karl-Fritz Daiber. Nomos Verlagsgesellschaft, Baden-Baden, 2022.

Autobiografisches
- Kindheit auf der Schwäbischen Alb, SP-Verlag, Albstadt 2007.
- mit Margarete Gaier: Abenteuer Religion – Unterwegs in Ostasien, Diagonal-Verlag, Marburg 2007.
- Theologe sein heute - Autobiographische Reflexionen in Briefen an meine Kinder, Enkel und Urenkel 2017–2019. GRIN 2019.
- Ostasien erlebt - Reiseeindrücke in Myanmar, Indonesien und Singapur im Jahr 2012, LIT 2020.